# Războiul domnițelor
Războiul domnițelor este un film românesc din 1969 regizat de Virgil Calotescu. Rolurile principale au fost interpretate de actorii Ștefan Ciobotărașu, Ilinca Tomoroveanu, Ilarion Ciobanu și Amza Pellea.

## Distribuție
Distribuția filmului este alcătuită din:
- Ștefan Ciobotărașu — bătrânul răzeș Ilie Șendrea
- Ilinca Tomoroveanu — nobila poloneză Jagusia, fiica generalului bătrân și țiitoarea prințului
- Ilarion Ciobanu — cpt. polonez Ghindă, originar din Moldova
- Amza Pellea — plăieșul Ștefan, fiul răzeșului Șendrea
- Ioana Drăgan — Ioana, fata răzeșului Șendrea
- Matei Alexandru — plăieșul Toma
- Ion Dichiseanu — prințul polonez, logodnicul Jagusiei
- Lucia Boga — femeia cu lumânarea
- Val Săndulescu — plăieșul felcer Răchită
- Alexandru Lungu — plăieșul Lixandru
- Alexandru Herescu — plăieșul Ion, fiul răzeșului Șendrea
- Toma Dimitriu — bătrânul general polonez
- Cornel Gîrbea — pârcălabul cetății
- Dumitru Rucăreanu — bufonul prințului
- Valeriu Arnăutu — plăieșul Costea, fiul răzeșului Șendrea
- Jean Lorin Florescu — general polonez
- Ernest Maftei — preotul ortodox
- Mihai Vasile Boghiță — plăieșul surdo-mut
- Grigore Gonța
- Ion Punea — boierul trădător Cândea
- Costin Prișcoveanu (menționat C. Prișcoveanu)
- Iarodara Nigrim
- Nicolae Ifrim
- Stelian Cremenciuc — primul aghiotant al prințului
- Tănase Gavril
- Ștefan Georgescu
- Ana Ramadan — soția lui Șendrea

## Producție
Filmările au avut loc în perioada 25 septembrie – 28 de decembrie 1968, cele exterioare la Rupea, Piatra Neamț și Buftea. Cheltuieli de producție s-au ridicat la 3.812.829 lei.

## Primire
Filmul a fost vizionat de 1.863.194 de spectatori în cinematografele din România, după cum atestă o situație a numărului de spectatori înregistrat de filmele românești de la data premierei și până la data de 31 decembrie 2014 alcătuită de Centrul Național al Cinematografiei.